# Koiso Ryōhei

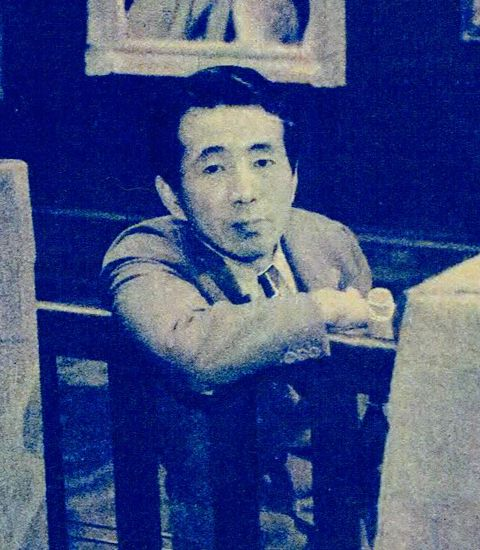
Ryohei Koiso, Selbstbildnis (1927)

Koiso Ryōhei (japanisch 小磯 良平; geb. 25. Juli 1903 in Kōbe; gest. 16. Dezember 1988) war ein japanischer Maler im „westlichen“, im Yōga-Stil der Shōwa-Zeit.

## Leben und Werk

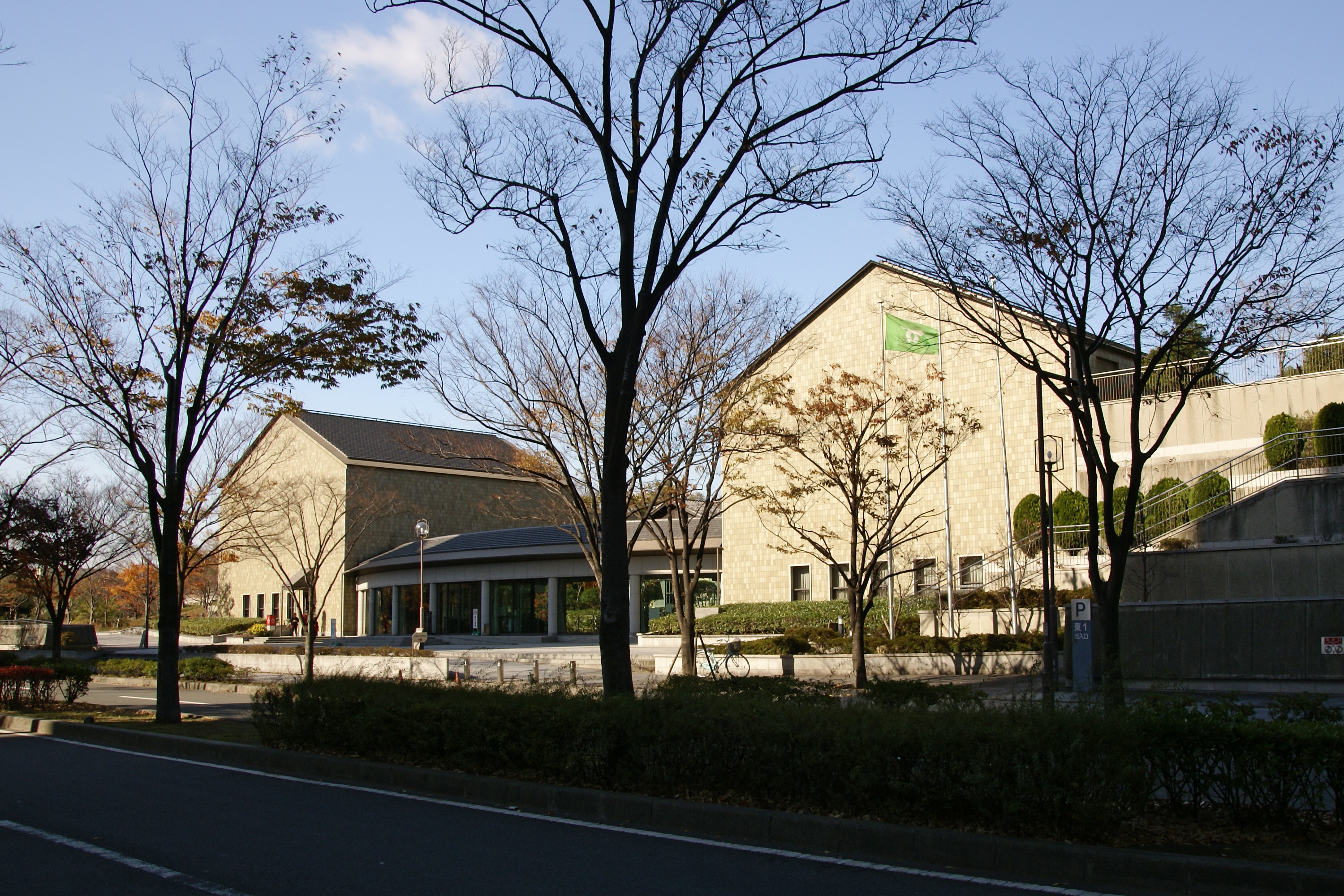
Das Koiso-Museum in Kōbe

Ab 1922 studierte Koiso Malerei in Tokyo an der dortigen Hochschule für Künste, der Vorläufereinrichtung der Tōkyō Geijutsu Daigaku, in unter Fujishima Takeji. Zu seinen Studienkollegen gehörten Ushijima Noriyuki, der in Paris verstorbene Ogisu Takanori (荻須高徳; 1901–1986) und der in Seoul geborene Yamaguchi Takeo.
1926, als Koiso noch Student war, wurde sein Werk „Geschwister“ (兄妹, Keimai) für die sechste Teiten-Ausstellung angenommen. Auf der siebten Ausstellung wurde sein Bild „Portrait des Fräulein T.“ (T嬢の像, T-jō no zō) lobend erwähnt. 1927 schloss Koiso die Ausbildung als Bester seiner Klasse ab und gründete mit einigen Mitstudenten die „Jōto-Gesellschaft“ (協会).
Von 1928 bis 1930 ging Koiso nach Europa. 1929 wurde sein Bild „Frau mit Schal“ (肩掛けの女, Katakake no onna) im Salon d’Automne ausgestellt. Zurück in Japan wurde Koiso 1931 Mitglied in der 1912 gegründeten Kōfū-kai (光風会). Im selben gründete er zusammen mit Inokuma Gen’ichirō (猪熊 弦一郎; 1902–1993), Satō Kei (佐藤 敬; 1906–1978), Wakita Kazu (脇田 和; 1908–2005) und anderen die „Neue kreative Gesellschaft“ (新制作協会, Shin seisaku kyōkai), wo er Werke wie „Schminken“ (化粧, Keshō) auf deren ersten Ausstellung zeigte. – 1936 nahm er an dem Kunstwettbewerb anlässlich der Olympischen Spiele in Berlin mit dem Werken „Ringen der Studenten I“ und „Ringen der Studenten II“ teil. Seine Beiträge wurden jedoch nicht prämiert.
Während des Pazifik-Kriegs war Koiso als Maler in China tätig. So erhielt er 1940 den 11. Asahi Kunst-Preis für „Soldat und Pferd“ (兵馬, Heiba) und für die „Schlacht am Zhonghua-Tor von Nanjing“ (南京中華門の戦闘, Nankin Chūkamon no sentō). Für diese beiden Bilder erhielt er 1939 den Asahi-Preis. 1941 erhielt er den ersten Preis der Japanischen Akademie der Künste für sein Bild „Marschieren durch Niangziguan“ (娘子關を征く, Nyanjigan o yuku). In dieser Zeit illustrierte er aber auch Werke von Hayashi Fumiko, Ishizaka Yōjirō und Ishikawa Tatsuzō.
1950 wurde Koiso Lehrbeauftragter an der Tōkyō Geijutsu Daigaku. 1953 erhielt er dort eine Professur, die er bis 1971 innehatte. – Nach 1945 zeigte Koiso seine Bilder nicht nur auf den Ausstellungen der Neuen kreativen Gesellschaft, sondern auch auf den Ausstellungen „Japanische Kunst der Gegenwart“ (現代日本美術展, Gendai Nihon bijutsu-ten). 1973 wurde Koiso beauftragt, eine Wand im Akasaka-Palast malerisch zu gestalten.
Zu seinen repräsentativen Werken zählen „Vor dem Tanz“ (踊りの前, Odori no mae; 1934), „Portrait“ (肖像, Shōzō; 1940), „Portrait von drei stehenden Personen“ (三人立像, Sannin ritusō; 1954) und „Arbeitende Frau“ (働く女, Hataraku onna; 1968).
1983 wurde Koiso, zusammen mit seinem guten Bekannten Ushijima, mit dem japanischen Kulturorden ausgezeichnet. Ihm wurde von der Stadt Kōbe ein eigenes Museum (神戸市立小磯記念美術館, Kōbe shiritsu Koiso kinen bijutsukan) mit großzügigen 4000 m² Fläche gebaut.